# James Jamerson
James Lee Jamerson (Charleston (South Carolina), 29 januari 1936 – Los Angeles, 2 augustus 1983) was een Afro-Amerikaanse bassist. Hij is op de meeste door het Motownlabel opgenomen hits in de jaren zestig en begin jaren zeventig te horen en is een van de meest invloedrijke bassisten in de moderne muziekgeschiedenis. In 2000 werd zijn naam toegevoegd aan de Rock and Roll Hall of Fame.
Oorspronkelijk woonachtig op Edisto Island trok Jamerson met zijn moeder in 1954 naar Detroit (Michigan). Daar leerde hij contrabas spelen aan de Northwestern High School, waarna hij al snel naam maakte in de jazz- en bluesscène. Nadat hij was afgestudeerd aan de highschool, ging Jamerson door met het maken van muziek. Hij werd een veelgevraagd bassist bij lokale opnamestudio's. In 1959 vond hij vast werk bij de Hitsville USA-studio van Berry Gordy, wat later de thuisstudio zou worden van het legendarische platenlabel Motown. Daar werd hij onderdeel van een groep sessiemuzikanten die zichzelf The Funk Brothers noemden. Deze kleine maar erg hechte groep speelde de meeste Motownhits gedurende de jaren zestig. Op de eerste opnames van Jamerson kan men nog de contrabas horen maar al snel stapte hij over op de elektrische basgitaar, een Fender Precision Bass.
Jamerson kampte met alcoholproblemen en overleed mede aan een hierdoor veroorzaakte levercirrose op 47-jarige leeftijd.

## Techniek
James Jamersons contrabas was een Duitse contrabas die hij als tiener had gekocht en later gebruikte op Motown-platen als My Guy van Mary Wells en (Love Is Like A) Heatwave van Martha & The Vandellas. De elektrische basgitaar die Jamerson gebruikte was een 1962 Fender Precision Bass die de bijnaam "The funk machine' kreeg. Jamerson kocht deze basgitaar nadat zijn eerste Precision Bass, "Black Beauty", een zwart exemplaar met mapletoets uit 1957 gestolen was. Met dit instrument speelde hij onder andere de klassieke baslijnen van nummers als Bernadette van The Four Tops, I Was Made To Love Her van Stevie Wonder, You Keep Me Hangin' On van The Supremes en I Heard It Through the Grapevine van  Marvin Gaye. Ook deze bas werd echter gestolen, enkele dagen voordat Jamerson overleed in 1983.
Jamerson gebruikte La Bella heavy-gauge (.052-.110) flatwound snaren die hij alleen verving als een snaar brak. Jamersons basgitaar stond zo afgesteld dat het voor velen 'onmogelijk' was om er op te spelen; een erg hoge actie in combinatie met de dikke snaren zorgde voor een ondefinieerbare sound. Toen een producer hem in de begin jaren zeventig vroeg om roundwound-snaren te gebruiken, die voor een veel gedefinieerder geluid zorgen, weigerde hij dat beleefd.

Bij de meeste studio-opnamen werd zijn basgitaar rechtstreeks aangesloten op de mengtafel die zo stond ingesteld dat Jamersons geluid enigszins overstuurde. Live gebruikte Jamerson een Ampeg B-15 versterker. Bij grotere concerten gebruikte hij een Naugahyde Kustom met twee 15" speakers. Op beide stond de volumeregelaar voor lage tonen vol open en die voor hoge tonen op 50%.
Vanwege zijn achtergrond als contrabassist gebruikte hij alleen de wijsvinger van zijn rechterhand om de snaren aan te slaan. Deze vinger werd ook wel "The Hook" genoemd.
- Bibsys: 3123255
- Gemeinsame Normdatei: 135608872
- International Standard Name Identifier: 0000 0000 4205 3099
- Library of Congress Control Number: no97012059
- MusicBrainz: 2514f57f-bee5-4dc1-a2c7-589aea08cef1
- Bibliotheek van het Japanse parlement: 00627820
- Nationale bibliotheek van Australië: 49116997
- Nederlandse Thesaurus van Auteursnamen: 074653407
- SNAC: w67h5jtf
- Trove: 1488329
- Virtual International Authority File: 70149782
- WorldCat: E39PBJjhDgpMmQrqFdchyHtqcP